# Іловайськ (станція)
Ілова́йськ — вузлова вантажно-пасажирська залізнична станція Донецької дирекції Донецької залізниці. Розташована в місті Іловайськ, Харцизька міська рада Донецької області на перетині чотирьох ліній: Горлівка — Іловайськ, Ларине — Іловайськ, Торез — Іловайськ та Іловайськ — Квашине.

## Загальні відомості
На станції здійснюється прикордонний контроль у напрямку Росії (станція Квашине, 41 км). Вантажний контроль здійснює прикордонний пункт Іловайськ-Південний парк, пасажирський — Іловайськ-Пасажирський парк.

## Історія

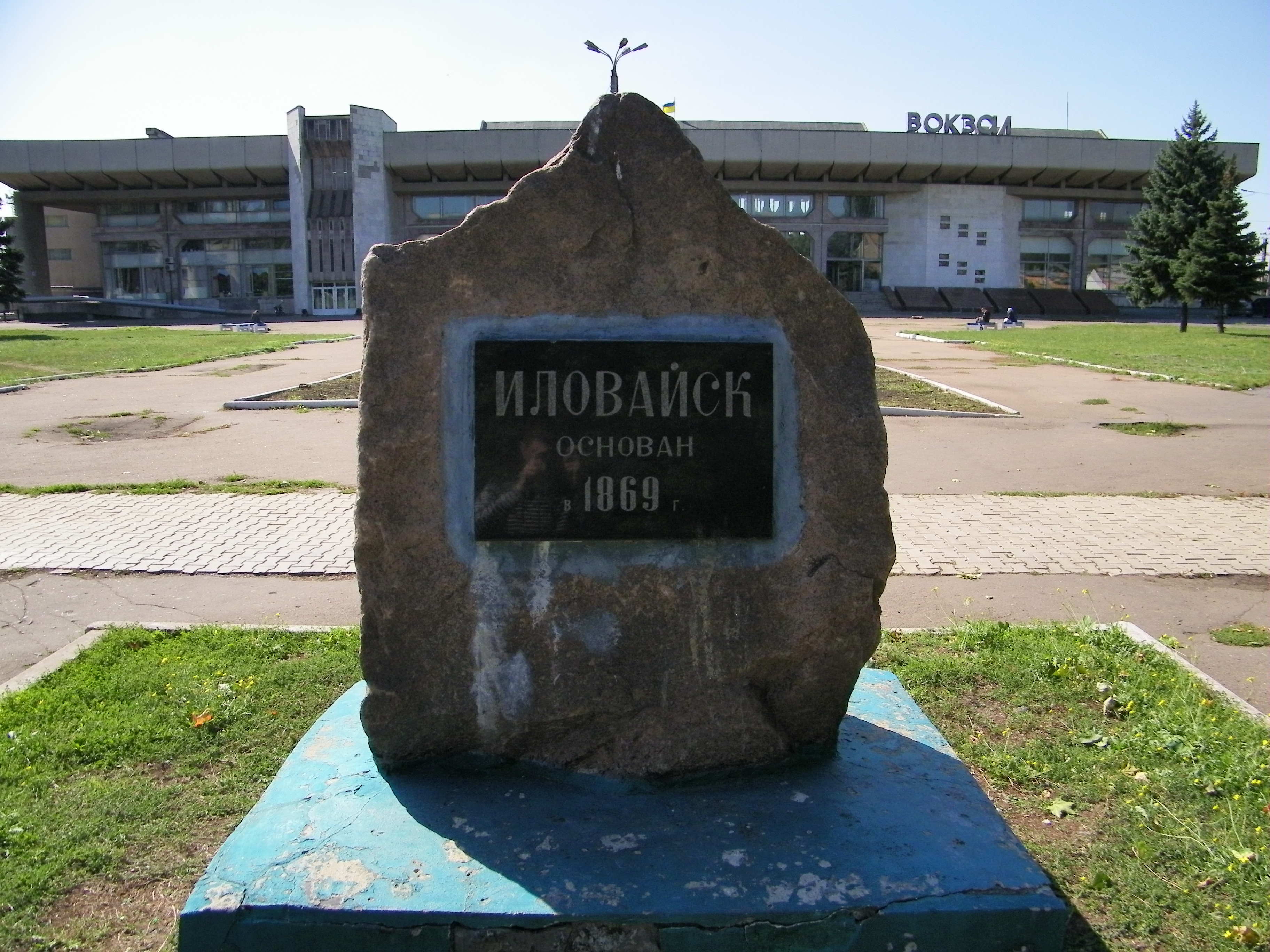
Пам'ятний знак на честь заснування міста Іловайськ біля залізничного вокзалу

Відкрита у 1869 році, первинно як роз'їзд № 17 на залізничній лінії Харків — Таганрог. Пізніше роз'їзд № 17 перетворено на станцію. Назву станція отримала на честь старовинного козацько-дворянського роду Іловайських, чиїма родовими землями у цих місцях  пролягла залізниця.
Наприкінці 1880-х років XIX століття після з'єднання Курсько-Харківсько-Азовської залізниці з Катерининською селище стало швидко розбудовуватися.
У 1902—1904 роках, після спорудження Другої Катерининської залізниці (Довгинцеве — Волноваха — Іловайськ — Дебальцеве) Іловайськ став вузловою станцією. Завдяки збільшенню притоку робочих з інших міст до 1903 року в селищі налічувалося понад 900 мешканців.

Старовинні світлини станції Іловайськ
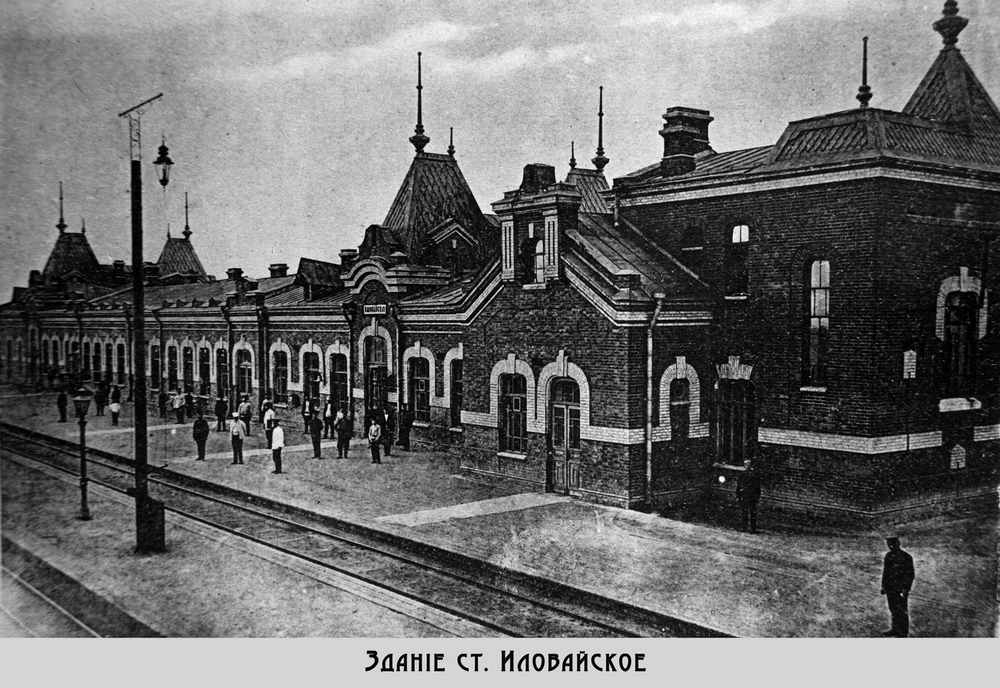
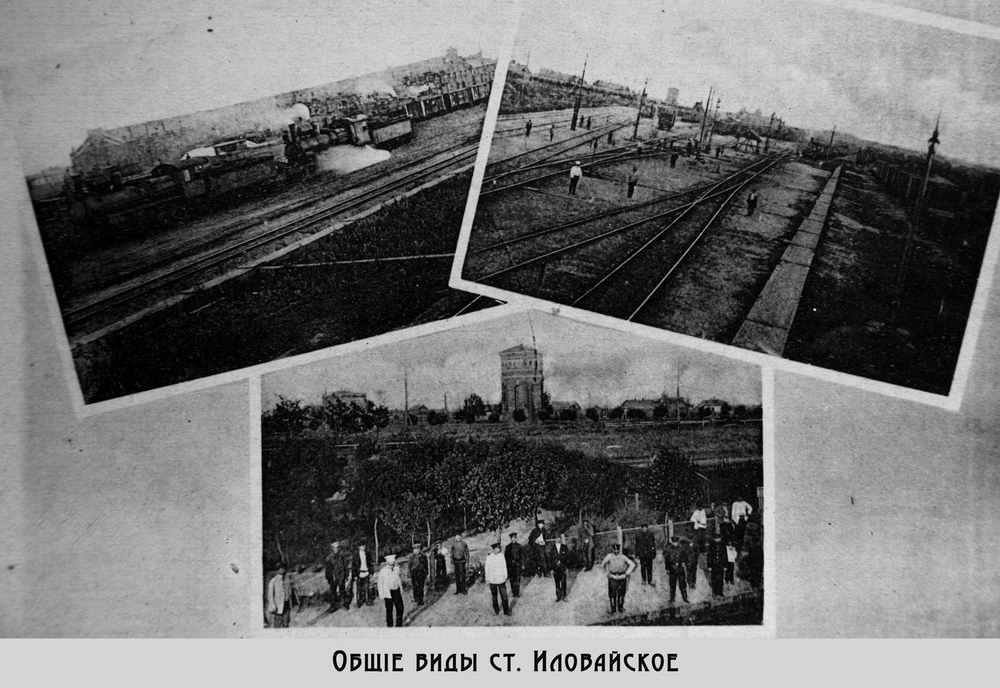

Під час революції 1905—1907 років в місті діяла місцева дружина. 10 грудня 1905 року політична боротьба у місті переросла у збройні сутички. Після оголошення загальноміського страйку була сформована місцева дружина. Залізничники, зібравши гроші, придбали 40 револьверів і рушниць. Після поразки повсталих у Горлівці до селища прибули козаки, які роззброїли дружину та заарештувати членів страйкового комітету. Один з членів страйкового комітету — Корнєєв — помер у в'язниці. Інші (Ганін, Ройтер та Подласний) вийшли на волю у 1910 році.
У 1960 році станція електрифікована постійним струмом (=3 кВ) в складі дільниці Слов'янськ — Іловайськ, у наступному 1961 році електрифікована дільниця Іловайськ — Марцево змінним струмом (~25 кВ).
Іловайськ є сортувальною та стиковою станцією (у напрямку станції Марцево починається дільниця, яка  електрифікована змінним струмом (~25 кВ), решта напрямків електрифіковані постійним струмом (=3 кВ).
На території локомотивного депо станції Іловайськ встановлений пам'ятник паровозу Ем-743-24.
З початком російської збройної агресії проти України станція перебуває на тимчасово окупованій території російськими загарбниками і використовується як логістичний хаб для перевезення військової техніки, зброї, палива для російських окупантів.

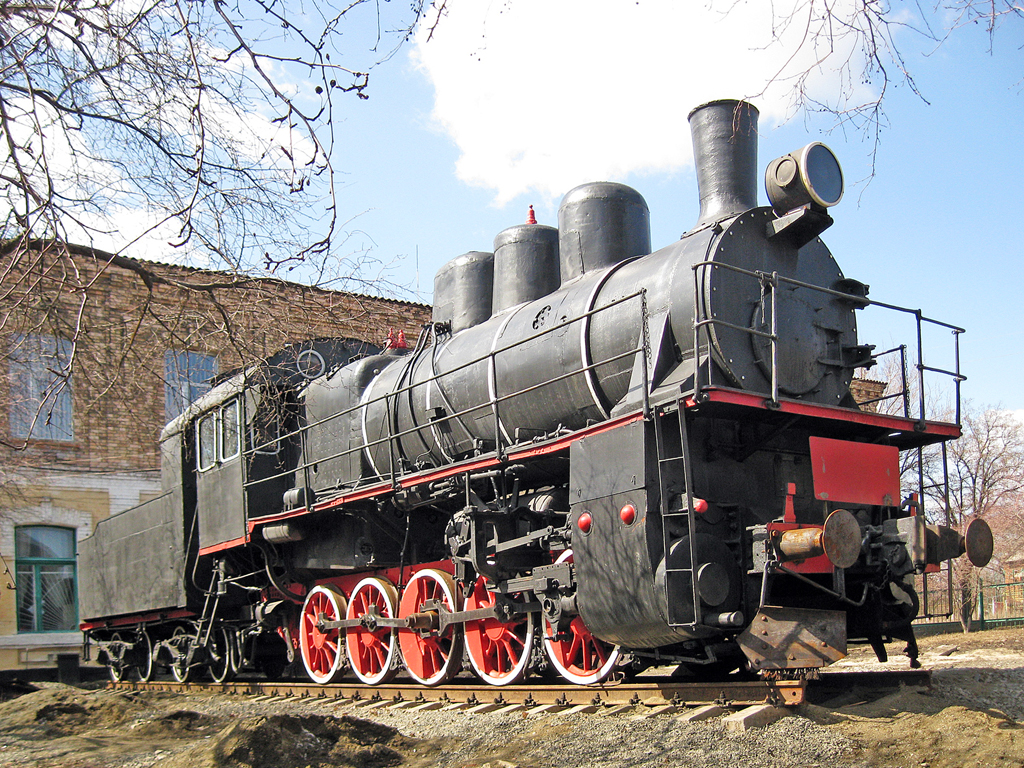
Пам'ятник паровозу у локомотивному депо «Іловайськ»

В період з 6 по 31 серпня 2014 року точилися жорстокі бої за Іловайськ.
В ніч на 8 жовтня 2022 року у тимчасово окупованому Іловайську стався потужний вибух на залізничному вузлі. Були знищені цистерни з паливом для військової техніки російських окупантів.

## Пасажирське сполучення
Через станцію Іловайськ до 2014 року прямували декілька пар пасажирських поїздів далекого сполучення та вантажні поїзди переважно у напрямку Криму, Донбасу, Центральної України та Молдови, а також вглиб рф (Ростов-на-Дону, міста Кавказу, як-от Сочі, Кисловодськ, Анапа). Всі поїзди далекого сполучення мали тут тривалу зупинку для проходження прикордонного та митного контролю. Зупинка тривала майже одну годину.
У 2014 році, через російську збройну агресію проти України, пасажирське залізничне сполучення з неокупованою територією України припинилося, маршрути поїздів були змінені у зв'язку з бойовими діями і втратою контролю Україною над частиною Донецької і Луганської областей.

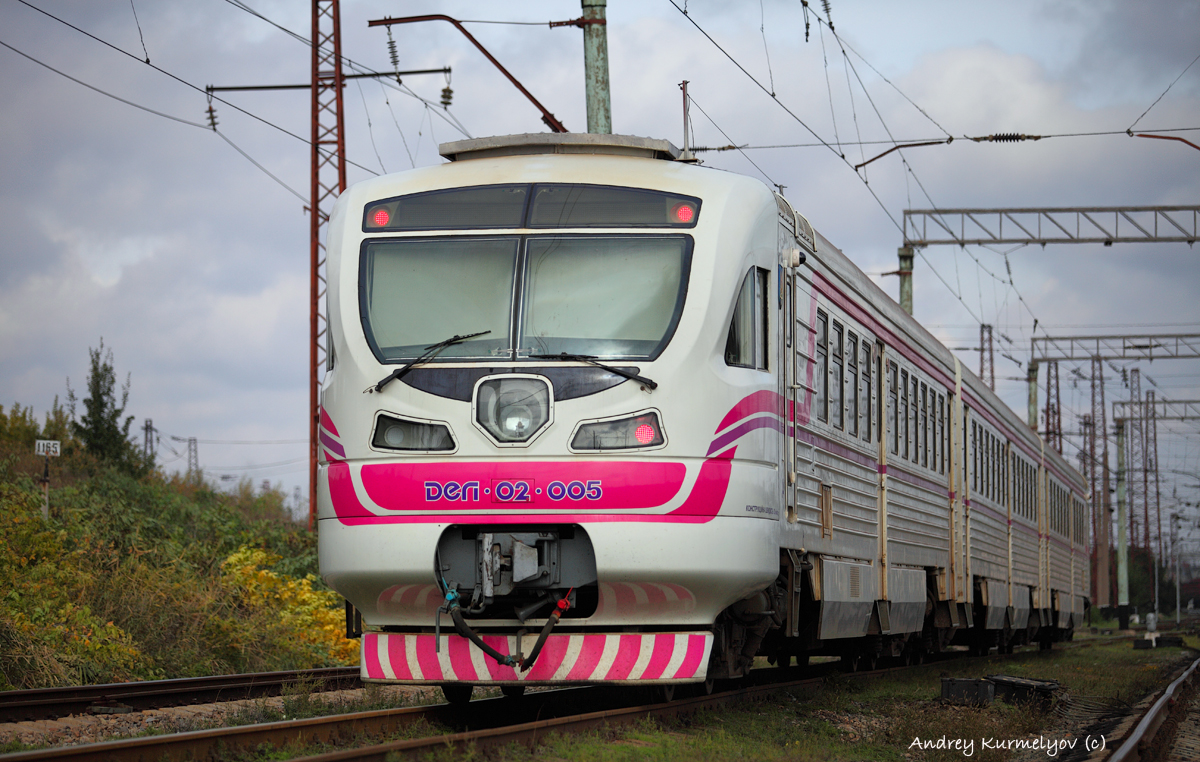
Дизель-поїзд ДЕЛ-02-005 сполученням Мелітополь — Іловайськ (вересень 2013)

До 2014 року транспортне сполучення здійснювалося у таких напрямках:
- Микитівка — 57 км;
- Доля — 49 км;
- Ясинувата (через Криничну) — 42 км;
- Ясинувата (через Ларине) — 64 км;
- Дебальцеве — 95 км.

З грудня 2017 року сайт Яндекс подає інформацію про наявність приміського руху по станції.